# 2017년 FIFA U-20 월드컵 선수 명단
다음은 2017년 FIFA U-20 월드컵에 참여한 선수들의 명단이다. 각 명단은 3명의 골키퍼를 포함한 21명의 선수로 구성되어 있고 나이와 클럽은 2017년 5월 기준이다.
굵은 글씨로 강조된 선수들은 성인 레벨의 국가대표팀에서 뛴 선수들이다.

## A조

### 대한민국
감독:  신태용
| 번호 | 위치 | 선수   | 생일 (나이)            | 소속                   |
| ---- | ---- | ------ | ---------------------- | ---------------------- |
| 1    | GK   | 송범근 | 1997년 10월 15일(19세) | 고려대학교             |
| 2    | DF   | 윤종규 | 1998년 3월 20일(19세)  | FC 서울                |
| 3    | DF   | 우찬양 | 1997년 4월 27일(20세)  | 포항 스틸러스          |
| 4    | DF   | 정태욱 | 1997년 5월 16일(20세)  | 아주대학교             |
| 5    | DF   | 이상민 | 1998년 1월 1일(19세)   | 숭실대학교             |
| 6    | MF   | 이승모 | 1998년 3월 30일(19세)  | 포항 스틸러스          |
| 7    | MF   | 이진현 | 1997년 8월 26일(19세)  | 성균관대학교           |
| 8    | MF   | 한찬희 | 1997년 3월 17일(20세)  | 전남 드래곤즈          |
| 9    | FW   | 조영욱 | 1999년 2월 5일(18세)   | 고려대학교             |
| 10   | MF   | 이승우 | 1998년 1월 6일(19세)   | FC 바르셀로나 후베닐 A |
| 11   | FW   | 하승운 | 1998년 5월 4일(19세)   | 연세대학교             |
| 12   | GK   | 안준수 | 1998년 1월 28일(19세)  | 세레소 오사카          |
| 13   | DF   | 이유현 | 1997년 2월 8일(20세)   | 전남 드래곤즈          |
| 14   | MF   | 백승호 | 1997년 3월 17일(20세)  | FC 바르셀로나 B        |
| 15   | DF   | 김민호 | 1997년 6월 11일(19세)  | 연세대학교             |
| 16   | MF   | 이상헌 | 1998년 2월 26일(19세)  | 울산 현대              |
| 17   | MF   | 강지훈 | 1997년 1월 6일(20세)   | 용인대학교             |
| 18   | MF   | 임민혁 | 1997년 3월 5일(20세)   | FC 서울                |
| 19   | DF   | 김승우 | 1998년 3월 25일(19세)  | 연세대학교             |
| 20   | DF   | 이정문 | 1998년 3월 18일(19세)  | 연세대학교             |
| 21   | GK   | 이준   | 1997년 7월 14일(19세)  | 연세대학교             |

### 기니
감독:  만주 디알로
| 번호 | 위치 | 선수                 | 생일 (나이)            | 소속              |
| ---- | ---- | -------------------- | ---------------------- | ----------------- |
| 1    | GK   | 세쿠바 카마라        | 1997년 1월 22일(20세)  | 아틀레티코 콜레아 |
| 2    | DF   | 살리프 실라          | 1998년 12월 5일(18세)  | AS 칼룸 스타      |
| 3    | DF   | 마마두바 디아비      | 1997년 2월 16일(20세)  | AS 칼룸 스타      |
| 4    | MF   | 우마르 투레          | 1998년 9월 18일(18세)  | 유벤투스          |
| 5    | DF   | 모하메드 카마라      | 1998년 11월 1일(18세)  | 펠로 스타         |
| 6    | DF   | 디데 포파나          | 1998년 4월 8일(19세)   | 하피아 FC         |
| 7    | MF   | 다우다 카마라        | 1997년 8월 20일(19세)  | 호로야 AC         |
| 8    | MF   | 이브라히마 소리      | 1998년 1월 1일(19세)   | 펠로 스타         |
| 9    | FW   | 모모 얀사네          | 1997년 7월 29일(19세)  | 하피아 FC         |
| 10   | MF   | 모를라예 실라        | 1998년 7월 27일(18세)  | 아로카            |
| 11   | DF   | 장 페르난데스        | 1998년 1월 20일(19세)  | 아작시오          |
| 12   | FW   | 모하메드 쿰바사      | 1999년 6월 5일(17세)   | 와크리아 AC       |
| 13   | DF   | 모하메드 알리 카마라 | 1997년 8월 28일(19세)  | 하피아 FC         |
| 14   | DF   | 야무사 카마라        | 1998년 5월 13일(19세)  | AS 칼룸 스타      |
| 15   | MF   | 마마두 카네          | 1997년 1월 22일(20세)  | AS 칼룸 스타      |
| 16   | GK   | 무사 카마라          | 1998년 11월 27일(18세) | 호로야 AC         |
| 17   | FW   | 마마디 바리          | 1997년 11월 22일(19세) | 숨바 FC           |
| 18   | MF   | 알세니 수마          | 1998년 5월 16일(19세)  | 아로카            |
| 19   | MF   | 나비 방구라          | 1998년 3월 29일(19세)  | 비젤라            |
| 20   | FW   | 쥘스 케이타          | 1998년 7월 20일(18세)  | SC 바스티아       |
| 21   | GK   | 다비드 카바          | 1998년 8월 15일(18세)  | 하피아 FC         |

### 아르헨티나
감독:  클라우디오 우베다
| 번호 | 위치 | 선수                  | 생일 (나이)           | 소속                  |
| ---- | ---- | --------------------- | --------------------- | --------------------- |
| 1    | GK   | 프랑코 페트롤리       | 1998년 6월 11일(18세) | 리버 플레이트         |
| 2    | DF   | 후안 포이트           | 1998년 1월 12일(19세) | 에스투디안테스        |
| 3    | DF   | 밀톤 발렌수엘라       | 1998년 8월 13일(18세) | 뉴얼스 올드 보이스    |
| 4    | DF   | 곤살로 몬티엘         | 1997년 1월 1일(20세)  | 리버 플레이트         |
| 5    | MF   | 산티아고 아스카시바르 | 1997년 2월 25일(20세) | 에스투디안테스        |
| 6    | MF   | 마르코스 세네시       | 1997년 5월 10일(20세) | 산로렌소              |
| 7    | FW   | 루이스 토레스         | 1997년 11월 6일(19세) | 보카 주니어스         |
| 8    | MF   | 에세키엘 팔라시오스   | 1998년 10월 5일(18세) | 리버 플레이트         |
| 9    | FW   | 라우타로 마르티네스   | 1997년 8월 22일(19세) | 라싱                  |
| 10   | FW   | 토마스 코네츠니       | 1998년 3월 30일(19세) | 산로렌소              |
| 11   | FW   | 브리안 만시야         | 1997년 4월 16일(20세) | 라싱                  |
| 12   | GK   | 마누엘 로포           | 2000년 4월 4일(17세)  | 보카 주니어스         |
| 13   | DF   | 리오넬 모세비츠       | 1997년 2월 4일(20세)  | 아르헨티노스 주니어스 |
| 14   | DF   | 리산드로 마르티네스   | 1998년 1월 18일(19세) | 뉴얼스 올드 보이스    |
| 15   | MF   | 산티아고 콜롬바토     | 1997년 1월 17일(20세) | 트라파니 칼초         |
| 16   | MF   | 루카스 로드리게스     | 1997년 4월 27일(20세) | 에스투디안테스        |
| 17   | MF   | 토마스 벨몬테         | 1998년 5월 27일(18세) | 라누스                |
| 18   | FW   | 에세키엘 폰세         | 1997년 3월 29일(20세) | 그라나다              |
| 19   | MF   | 페데리코 사라초       | 1998년 3월 10일(19세) | 라싱                  |
| 20   | MF   | 후안 멘데스           | 1997년 4월 28일(20세) | 아르헨티노스 주니어스 |
| 21   | GK   | 마르셀로 미노         | 1997년 8월 21일(19세) | 로사리오 센트랄       |

### 잉글랜드
개막 직전 리코 헨리의 부상으로 에즈니 콘사로 교체되었다.
감독:  폴 심프슨
| 번호 | 위치 | 선수                      | 생일 (나이)            | 소속                |
| ---- | ---- | ------------------------- | ---------------------- | ------------------- |
| 1    | GK   | 프레디 우드먼             | 1997년 3월 4일(20세)   | 뉴캐슬              |
| 2    | DF   | 존조 케니                 | 1997년 3월 15일(20세)  | 에버튼              |
| 3    | DF   | 케일럼 코널리             | 1997년 9월 23일(19세)  | 에버튼              |
| 4    | MF   | 루이스 쿡                 | 1997년 2월 3일(20세)   | 본머스              |
| 5    | DF   | 피카요 토모리             | 1997년 12월 19일(19세) | 첼시                |
| 6    | DF   | 제이크 클라크솔터         | 1997년 9월 22일(19세)  | 첼시                |
| 7    | MF   | 조시 오노마               | 1997년 4월 27일(20세)  | 토트넘 홋스퍼       |
| 8    | MF   | 에인슬리 메이틀런드나일스 | 1997년 8월 29일(19세)  | 아스널              |
| 9    | FW   | 아담 암스트롱             | 1997년 2월 10일(20세)  | 뉴캐슬              |
| 10   | FW   | 도미닉 솔란케             | 1997년 9월 14일(19세)  | 첼시                |
| 11   | FW   | 아데몰라 루크먼           | 1997년 10월 20일(19세) | 에버튼              |
| 12   | DF   | 에즈니 콘사               | 1997년 10월 23일(19세) | 찰턴 애슬레틱       |
| 13   | GK   | 딘 헨더슨                 | 1997년 3월 12일(20세)  | 맨체스터 유나이티드 |
| 14   | DF   | 카일 워커피터스           | 1997년 4월 13일(20세)  | 토트넘 홋스퍼       |
| 15   | DF   | 다엘 프라이               | 1997년 8월 30일(19세)  | 미들즈브러          |
| 16   | FW   | 도미닉 캘버트르윈         | 1997년 3월 16일(20세)  | 에버튼              |
| 17   | FW   | 해리슨 채프먼             | 1997년 11월 5일(19세)  | 미들즈브러          |
| 18   | MF   | 키어런 도월               | 1997년 10월 10일(19세) | 에버튼              |
| 19   | MF   | 셰이 오조                 | 1997년 6월 19일(19세)  | 리버풀              |
| 20   | MF   | 오비 에자리아             | 1997년 11월 18일(19세) | 리버풀              |
| 21   | GK   | 루크 사우스우드           | 1997년 12월 6일(19세)  | 레딩                |

## B조

### 베네수엘라
감독:  라파엘 두다멜
| 번호 | 위치 | 선수                 | 생일 (나이)            | 소속                       |
| ---- | ---- | -------------------- | ---------------------- | -------------------------- |
| 1    | GK   | 윌케르 파리녜스      | 1998년 2월 15일(19세)  | 카라카스                   |
| 2    | DF   | 윌리엄 벨라스케스    | 1997년 4월 4일(20세)   | 에스투디안테스 데 카라카스 |
| 3    | DF   | 에두인 쿠에로        | 1997년 4월 22일(20세)  | 데포르티보 타치라          |
| 4    | DF   | 나우엘 페라레시      | 1998년 11월 19일(18세) | 데포르티보 타치라          |
| 5    | DF   | 호세 에르난데스      | 1997년 6월 26일(19세)  | 카라카스                   |
| 6    | MF   | 크리스티안 마쿤      | 2000년 3월 5일(17세)   | 사모라                     |
| 7    | FW   | 아달베르토 페냐란다  | 1997년 5월 31일(19세)  | 말라가                     |
| 8    | MF   | 양헬 에레라          | 1998년 1월 7일(19세)   | 뉴욕 시티                  |
| 9    | FW   | 로날도 페냐          | 1997년 3월 10일(20세)  | 라스팔마스 아틀레티코      |
| 10   | MF   | 예페르손 소텔도      | 1997년 6월 30일(19세)  | 우아치파토                 |
| 11   | FW   | 로날도 차콘          | 1998년 2월 18일(19세)  | 카라카스                   |
| 12   | GK   | 호엘 그라테롤        | 1997년 5월 15일(20세)  | 카라보보                   |
| 13   | FW   | 얀 카를로스 우르타도 | 2000년 3월 5일(17세)   | 데포르티보 타치라          |
| 14   | MF   | 에베르 가르시아      | 1997년 3월 27일(20세)  | 수드 아메리카              |
| 15   | FW   | 사무엘 소사          | 1999년 12월 17일(17세) | 데포르티보 타치라          |
| 16   | MF   | 로날도 루세나        | 1997년 2월 27일(20세)  | 사모라                     |
| 17   | DF   | 호수아 메지아스      | 1997년 6월 9일(19세)   | 카라보보                   |
| 18   | MF   | 루이스 루이즈        | 1997년 8월 3일(19세)   | 줄리아                     |
| 19   | FW   | 세르지오 코르도바    | 1997년 8월 9일(19세)   | 카라카스                   |
| 20   | DF   | 로날드 에르난데스    | 1997년 9월 21일(19세)  | 사모라                     |
| 21   | GK   | 라파엘 산체스        | 1998년 2월 1일(19세)   | 데포르티보 타치라          |

### 독일
감독:  구이도 슈트라이슈비어
| 번호 | 위치 | 선수                  | 생일 (나이)            | 소속                |
| ---- | ---- | --------------------- | ---------------------- | ------------------- |
| 1    | GK   | 스벤트 브로더센       | 1997년 3월 22일(20세)  | 장크트파울리        |
| 2    | DF   | 필 노이만             | 1997년 7월 8일(19세)   | 샬케 04             |
| 3    | DF   | 도미닉 샤트           | 1997년 3월 4일(20세)   | 그로이터 퓌르트     |
| 4    | DF   | 프레데릭 아나누       | 1997년 9월 20일(19세)  | 로다                |
| 5    | DF   | 베네딕트 김버         | 1997년 2월 19일(20세)  | 카를스루에          |
| 6    | MF   | 지노 페흐너           | 1997년 9월 5일(19세)   | RB 라이프치히       |
| 7    | MF   | 아마라 콘데           | 1997년 1월 6일(20세)   | 볼프스부르크        |
| 8    | MF   | 주아트 세르다르       | 1997년 4월 11일(20세)  | 마인츠 05           |
| 9    | FW   | 파비안 레세           | 1997년 11월 29일(19세) | 카를스루에          |
| 10   | MF   | 필립 옥스             | 1997년 4월 17일(20세)  | 1899 호펜하임       |
| 11   | MF   | 막시밀리안 미텔슈테트 | 1997년 3월 18일(20세)  | 헤르타 BSC          |
| 12   | GK   | 모리츠 니콜라스       | 1997년 10월 21일(19세) | 묀헨글라트바흐      |
| 13   | DF   | 마티아스 바더         | 1997년 6월 17일(19세)  | 카를스루에          |
| 14   | DF   | 요르단 토루나리가     | 1997년 8월 7일(19세)   | 헤르타 BSC          |
| 15   | DF   | 야네스 호른           | 1997년 2월 6일(20세)   | 볼프스부르크        |
| 16   | MF   | 플로리안 노이하우스   | 1997년 3월 16일(20세)  | 1860 뮌헨           |
| 17   | FW   | 에마누엘 이요하       | 1997년 10월 11일(19세) | 뒤셀도르프          |
| 18   | MF   | 말콤 바두             | 1997년 6월 23일(19세)  | 볼프스부르크        |
| 19   | FW   | 퇴를레스 크뇔         | 1997년 9월 13일(19세)  | 함부르크            |
| 20   | FW   | 요나스 아르바일러     | 1997년 4월 10일(20세)  | 보루시아 도르트문트 |
| 21   | GK   | 도미닉 라이만         | 1997년 6월 18일(19세)  | 보루시아 도르트문트 |

### 바누아투
감독:  데얀 글루스세비치
| 번호 | 위치 | 선수              | 생일 (나이)            | 소속               |
| ---- | ---- | ----------------- | ---------------------- | ------------------ |
| 1    | GK   | 다니엘 알릭       | 1998년 12월 28일(18세) | ABM 갤럭시         |
| 2    | DF   | 셀윈 바두         | 1998년 6월 13일(18세)  | 셰퍼즈 유나이티드  |
| 3    | DF   | 렌시 필립         | 1997년 6월 8일(19세)   | 노던 리전 아카데미 |
| 4    | DF   | 제이슨 토마스     | 1997년 1월 20일(20세)  | 에라코르 골든 스타 |
| 5    | DF   | 조셉 라루엘       | 1998년 1월 25일(19세)  | 아미칼레           |
| 6    | MF   | 클라우드 아루     | 1997년 4월 25일(20세)  | 말람파 리바이어스  |
| 7    | FW   | 베투엘 올리에     | 1997년 8월 19일(19세)  | 노던 리전 아카데미 |
| 8    | MF   | 제이슨 티마투아   | 1998년 12월 27일(18세) | 셰퍼즈 유나이티드  |
| 9    | FW   | 로날도 윌킨스     | 1999년 12월 30일(17세) | 시아라가           |
| 10   | MF   | 봉 칼로           | 1997년 1월 18일(20세)  | 타페아             |
| 11   | MF   | 고딘 테네네       | 1998년 3월 3일(19세)   | 스피릿 08          |
| 12   | GK   | 딕 타이위아       | 1997년 12월 28일(19세) | 이피라 블랙버드    |
| 13   | DF   | 제프리 타소       | 1998년 8월 12일(18세)  | 마우위아           |
| 14   | DF   | 레지날드 라보     | 1997년 8월 25일(19세)  | 노던 리전 아카데미 |
| 15   | DF   | 그레고리 패트릭   | 1998년 4월 30일(19세)  | 말람파 리바이버스  |
| 16   | MF   | 프레데릭 마싱     | 1998년 9월 11일(18세)  | 말람파 리바이버스  |
| 17   | MF   | 존 워헤일         | 1997년 7월 9일(19세)   | 노던 리전 아카데미 |
| 18   | FW   | 조나단 스포케이잭 | 1998년 11월 13일(18세) | 셰퍼즈 유나이티드  |
| 19   | FW   | 아베드니고 사우   | 1998년 7월 28일(18세)  | 시아라가           |
| 20   | FW   | 아사리아 소로몬   | 1999년 3월 1일(18세)   | 투푸지 이메레      |
| 21   | GK   | 안드레아스 두치   | 1998년 10월 12일(18세) | 스피릿 08          |

### 멕시코
감독:  마르코 안토니오 루이스
| 번호 | 위치 | 선수                | 생일 (나이)            | 소속                   |
| ---- | ---- | ------------------- | ---------------------- | ---------------------- |
| 1    | GK   | 호엘 가르시아       | 1998년 4월 12일(19세)  | 산토스 라구나          |
| 2    | DF   | 디에고 코르테스     | 1998년 6월 18일(18세)  | CD 과달라하라          |
| 3    | DF   | 에드손 알바레스     | 1997년 10월 24일(19세) | 클루브 아메리카        |
| 4    | DF   | 후안 아귀아요       | 1997년 3월 11일(20세)  | CD 과달라하라          |
| 5    | DF   | 마누엘 마요르가     | 1997년 5월 29일(19세)  | CD 과달라하라          |
| 6    | MF   | 알란 세르반테스     | 1998년 1월 17일(19세)  | CD 과달라하라          |
| 7    | MF   | 우리엘 안투나       | 1997년 8월 21일(19세)  | 산토스 라구나          |
| 8    | MF   | 파블로 로페스       | 1998년 1월 7일(19세)   | 파추카                 |
| 9    | FW   | 로날도 시스네로스   | 1997년 1월 8일(20세)   | 산토스 라구나          |
| 10   | FW   | 클라우디오 자무디오 | 1998년 3월 30일(19세)  | 모나르카스 모렐리아    |
| 11   | MF   | 케빈 마가냐         | 1998년 2월 1일(19세)   | CD 과달라하라          |
| 12   | GK   | 페르난도 에르난데스 | 1998년 1월 2일(19세)   | 몬테레이               |
| 13   | DF   | 브라이튼 바스케스   | 1998년 3월 5일(19세)   | 클루브 아틀라스        |
| 14   | DF   | 호아킨 에스키벨     | 1998년 1월 7일(19세)   | 파추카                 |
| 15   | DF   | 울리세스 토레스     | 1998년 2월 17일(19세)  | 클루브 아메리카        |
| 16   | MF   | 프란시스코 바네가스 | 1998년 7월 16일(18세)  | 에베르톤 데 비냐델마르 |
| 17   | MF   | 케빈 라라           | 1998년 4월 18일(19세)  | 산토스 라구나          |
| 18   | MF   | 디에고 아길라르     | 1997년 1월 13일(20세)  | 라보스 BUAP            |
| 19   | FW   | 파올로 이리사르     | 1997년 8월 6일(19세)   | 케레타로               |
| 20   | FW   | 에두아르도 아기레   | 1998년 8월 3일(18세)   | 산토스 라구나          |
| 21   | GK   | 아브라함 로메로     | 1998년 2월 18일(19세)  | 파추카                 |

## C조

### 잠비아
감독:  베스톤 참베시
| 번호 | 위치 | 선수              | 생일 (나이)            | 소속                  |
| ---- | ---- | ----------------- | ---------------------- | --------------------- |
| 1    | GK   | 망가니 반다       | 1997년 7월 13일(19세)  | 자나코                |
| 2    | DF   | 모지스 니욘도     | 1997년 7월 5일(19세)   | 은카나                |
| 3    | DF   | 프로스퍼 칠루야   | 1998년 4월 2일(19세)   | 름와나 래디언츠       |
| 4    | DF   | 벤슨 찰리         | 1997년 12월 2일(19세)  | 포레스트 레인저스     |
| 5    | DF   | 솔로몬 사칼라     | 1997년 4월 28일(20세)  | NAPSA 스타즈          |
| 6    | DF   | 보스턴 무친두     | 1997년 6월 6일(19세)   | 은카나                |
| 7    | MF   | 무손다 시아메     | 1998년 12월 7일(18세)  | 카푸에 셀틱           |
| 8    | MF   | 해리슨 치살라     | 1997년 8월 4일(19세)   | 은카나                |
| 9    | FW   | 콘라이드 루창가   | 1997년 3월 11일(20세)  | 루사카 다이나모스     |
| 10   | MF   | 패션 사칼라       | 1997년 3월 14일(20세)  | 스파르타크-2 모스크바 |
| 11   | MF   | 에녹 음웨푸       | 1998년 1월 1일(19세)   | NAPSA 스타즈          |
| 12   | MF   | 에마누엘 반다     | 1997년 9월 29일(19세)  | 에스모리츠            |
| 13   | DF   | 셰미 마옘베       | 1997년 11월 22일(19세) | ZESCO 유나이티드      |
| 14   | FW   | 에드워드 칠루피야 | 1999년 9월 17일(17세)  | 음판데 유스 아카데미  |
| 15   | DF   | 에드워드 템보     | 1997년 3월 26일(20세)  | 고메스                |
| 16   | GK   | 삼손 반다         | 1997년 5월 1일(20세)   | ZESCO 유나이티드      |
| 17   | MF   | 케네스 칼룽가     | 1997년 1월 18일(20세)  | 이카스트              |
| 18   | GK   | 짐 피리           | 1998년 9월 7일(18세)   | 루사카 다이나모스     |
| 19   | MF   | 은고사 은순주     | 1998년 6월 19일(18세)  | 하포엘 라나나         |
| 20   | FW   | 파트손 다카       | 1998년 10월 9일(18세)  | 라이페링              |
| 21   | MF   | 보이드 무손다     | 1997년 5월 12일(20세)  | 자나코                |

### 포르투갈
5월 9일, 아우렐리오 부타의 부상으로 엘데르 페레이라로 교체되었다.
감독:  에밀리우 페이세
| 번호 | 위치 | 선수                | 생일 (나이)           | 소속               |
| ---- | ---- | ------------------- | --------------------- | ------------------ |
| 1    | GK   | 페드루 실바         | 1997년 2월 13일(20세) | 스포르팅 CP B      |
| 2    | DF   | 페드루 엠피스       | 1997년 2월 1일(20세)  | 스포르팅 CP B      |
| 3    | DF   | 후벵 디아스         | 1997년 5월 14일(20세) | SL 벤피카 B        |
| 4    | DF   | 프란치스코 페레이라 | 1997년 3월 26일(20세) | SL 벤피카 B        |
| 5    | DF   | 유리 히베이루       | 1997년 1월 24일(20세) | SL 벤피카 B        |
| 6    | MF   | 페드로 로드리게스   | 1997년 5월 20일(20세) | SL 벤피카 B        |
| 7    | FW   | 디오구 곤살베스     | 1997년 2월 6일(20세)  | SL 벤피카 B        |
| 8    | MF   | 페드루 델가두       | 1997년 4월 7일(20세)  | 스포르팅 CP B      |
| 9    | FW   | 안드레 히베이루     | 1997년 6월 9일(19세)  | FC 취리히 II       |
| 10   | MF   | 샤다스              | 1997년 12월 2일(19세) | SC 브라가 B        |
| 11   | FW   | 엘데르 페레이라     | 1997년 4월 5일(20세)  | 비토리아 SC B      |
| 12   | GK   | 루이스 막시미아누   | 1999년 1월 5일(18세)  | 스포르팅 CP 주니어 |
| 13   | DF   | 조르지 페르난데스   | 1997년 4월 2일(20세)  | FC 포르투 B        |
| 14   | MF   | 플로렌티누 루이스   | 1999년 8월 19일(17세) | SL 벤피카 B        |
| 15   | DF   | 디오구 달로         | 1999년 3월 18일(18세) | FC 포르투 B        |
| 16   | MF   | 미겔 루이스         | 1999년 2월 27일(18세) | 스포르팅 CP 주니어 |
| 17   | FW   | 샨디 실바           | 1997년 3월 16일(20세) | 비토리아 SC        |
| 18   | FW   | 조세 고메스         | 1999년 4월 8일(18세)  | SL 벤피카 B        |
| 19   | MF   | 브루누 코스타       | 1997년 4월 19일(20세) | FC 포르투 B        |
| 20   | MF   | 게드손 페르난데스   | 1999년 1월 9일(18세)  | SL 벤피카 B        |
| 21   | GK   | 디오구 코스타       | 1999년 9월 19일(17세) | FC 포르투 주니어   |

### 이란
감독:  아미르 호세인 페이라바니
| 번호 | 위치 | 선수                   | 생일 (나이)            | 소속                 |
| ---- | ---- | ---------------------- | ---------------------- | -------------------- |
| 1    | GK   | 니마 미르자자드        | 1997년 2월 27일(20세)  | 고스타레시 풀라드    |
| 2    | DF   | 알리 샤흐사바리        | 1997년 11월 24일(19세) | 골 고하르 시르잔     |
| 3    | DF   | 메흐란 데라크샨 메흐르 | 1998년 8월 10일(18세)  | 조브 아한            |
| 4    | DF   | 아레프 골라미          | 1997년 4월 19일(20세)  | 세파한               |
| 5    | DF   | 니마 타헤리            | 1997년 4월 15일(20세)  | 조브 아한            |
| 6    | MF   | 모하마드 솔타니 메흐르 | 1999년 2월 4일(18세)   | 사이파               |
| 7    | MF   | 니마 모크타리          | 1998년 5월 10일(19세)  | 고스타레시 풀라드    |
| 8    | DF   | 알리 쇼자에이          | 1997년 1월 27일(20세)  | 사이파               |
| 9    | FW   | 메흐디 메흐디카니      | 1997년 7월 28일(19세)  | 니루 자미니          |
| 10   | MF   | 레자 셰카리            | 1998년 5월 31일(18세)  | 로스토프             |
| 11   | FW   | 레자 자파리            | 1997년 5월 4일(20세)   | 사이파               |
| 12   | GK   | 샤하브 아델리          | 1997년 1월 19일(20세)  | 나프트 테헤란        |
| 13   | DF   | 아볼파지 라자그푸르    | 1997년 9월 17일(19세)  | 나세이지             |
| 14   | DF   | 시에나 카뎀푸르        | 1997년 1월 9일(20세)   | 나프트 테헤란        |
| 15   | FW   | 아미르 루스타에이      | 1997년 8월 5일(19세)   | 파이칸               |
| 16   | MF   | 오미드 누라프칸        | 1997년 4월 9일(20세)   | 에스테글랄           |
| 17   | MF   | 호세인 사키            | 1997년 5월 10일(20세)  | 사나트 나프트 아바단 |
| 18   | FW   | 모하마드 아가잔푸르    | 1997년 4월 20일(20세)  | 알루미늄 아라크      |
| 19   | MF   | 메흐디 가예디          | 1998년 12월 5일(18세)  | 이란자반             |
| 20   | MF   | 아레프 아가시          | 1997년 1월 2일(20세)   | 트락토르 사지        |
| 21   | GK   | 마흐디 모하마디안      | 1997년 3월 5일(20세)   | 니루 자미니          |

### 코스타리카
감독:  마르셀로 에레라
| 번호 | 위치 | 선수                | 생일 (나이)            | 소속               |
| ---- | ---- | ------------------- | ---------------------- | ------------------ |
| 1    | GK   | 마리오 세퀘이라     | 1997년 1월 9일(20세)   | 사프리사           |
| 2    | DF   | 디에고 메센         | 1999년 3월 28일(18세)  | 알라후엘렌세       |
| 3    | DF   | 파블로 아르보이네   | 1998년 4월 3일(19세)   | 산투스 데 과필레스 |
| 4    | DF   | 이안 스미스         | 1998년 3월 6일(19세)   | 산투스 데 과필레스 |
| 5    | DF   | 에스테반 곤잘레스   | 1998년 1월 30일(19세)  | 사프리사           |
| 6    | MF   | 루이스 에르난데즈   | 1998년 2월 7일(19세)   | 사프리사           |
| 7    | FW   | 발론 세퀘이라       | 1998년 5월 25일(18세)  | 알라후엘렌세       |
| 8    | FW   | 지미 마린           | 1997년 10월 8일(19세)  | 에레디아노         |
| 9    | FW   | 호스틴 달리         | 1998년 4월 23일(19세)  | 에레디아노         |
| 10   | MF   | 호나탄 마르티네즈   | 1998년 3월 19일(19세)  | 산투스 데 과필레스 |
| 11   | FW   | 란달 레알           | 1997년 1월 14일(20세)  | 메헬렌             |
| 12   | MF   | 파블로 아르게다스   | 1997년 4월 21일(20세)  | 카르멜리타         |
| 13   | GK   | 에릭 피네다         | 1997년 4월 2일(20세)   | 알라후엘렌세       |
| 14   | MF   | 크리스토퍼 누네즈   | 1997년 12월 8일(19세)  | 카르타히네스       |
| 15   | FW   | 베르날드 알파로     | 1997년 1월 26일(20세)  | 카르멜리타         |
| 16   | MF   | 수안데르 수니가     | 1997년 1월 15일(20세)  | 카르멜리타         |
| 17   | DF   | 에스테반 에스피노자 | 1997년 11월 22일(19세) | 벨렌               |
| 18   | GK   | 브라이언 세구라     | 1997년 1월 14일(20세)  | 페레즈 셀레돈      |
| 19   | DF   | 요스틴 살리나스     | 1998년 9월 14일(18세)  | 사프리사           |
| 20   | MF   | 에두아르도 후아레즈 | 1998년 9월 22일(18세)  | 알라후엘렌세       |
| 21   | MF   | 헤르손 토레스       | 1997년 8월 28일(19세)  | 아메리카           |

## D조

### 남아프리카 공화국
5월 17일, 파카마니 말람비의 부상으로 서지오 카미스로 교체되었다.
감독:  타보 세농
| 번호 | 위치 | 선수              | 생일 (나이)            | 소속                  |
| ---- | ---- | ----------------- | ---------------------- | --------------------- |
| 1    | GK   | 사넬레 차발랄라   | 1998년 5월 12일(19세)  | 비드베스트 비츠       |
| 2    | DF   | 말레보고 모디세   | 1999년 1월 6일(18세)   | 마멜로디 선다운스     |
| 3    | DF   | 셰인 사랄리나     | 1997년 6월 27일(19세)  | 아약스 케이프타운     |
| 4    | MF   | 테보호 모코에나   | 1997년 1월 24일(20세)  | 슈퍼스포트 유나이티드 |
| 5    | DF   | 산딜레 음테트와   | 1997년 4월 14일(20세)  | 올랜도 파이리츠       |
| 6    | MF   | 와이즈먼 메이와   | 1999년 12월 27일(17세) | 카이저 치프스         |
| 7    | MF   | 마틀랄라 막갈와   | 1997년 1월 1일(20세)   | 마멜로디 선다운스     |
| 8    | MF   | 시봉가콩케 음바타 | 1998년 1월 1일(19세)   | 비드베스트 비츠       |
| 9    | FW   | 리암 조던         | 1998년 7월 30일(18세)  | 스포르팅 CP 유스      |
| 10   | MF   | 루서 싱           | 1997년 8월 5일(19세)   | 브라가 B              |
| 11   | DF   | 서지오 카미스     | 1998년 2월 7일(19세)   | 아약스 케이프타운     |
| 12   | MF   | 시포 음불레       | 1998년 3월 22일(19세)  | 슈퍼스포트 유나이티드 |
| 13   | DF   | 텐도 무쿠멜라     | 1998년 1월 30일(19세)  | 마멜로디 선다운스     |
| 14   | DF   | 리브 프로슬러     | 1998년 1월 11일(19세)  | 비드베스트 비츠       |
| 15   | DF   | 레포 말레페       | 1997년 2월 18일(20세)  | 올랜도 파이리츠       |
| 16   | GK   | 몬들리 음포토     | 1998년 7월 24일(18세)  | 슈퍼스포트 유나이티드 |
| 17   | MF   | 마실라케 포롱고   | 1997년 5월 5일(20세)   | 아약스 케이프타운     |
| 18   | MF   | 그랜트 마지먼     | 1998년 3월 6일(19세)   | 아약스 케이프타운     |
| 19   | MF   | 코바멜로 코디상   | 1998년 8월 28일(18세)  | 플래티넘 스타스       |
| 20   | GK   | 월터 쿠베카       | 1999년 1월 7일(18세)   | 마멜로디 선다운스     |
| 21   | MF   | 타보 셀레         | 1997년 1월 15일(20세)  | 레알 마사마           |

### 일본
감독:  우치야마 아쓰시
| 번호 | 위치 | 선수              | 생일 (나이)            | 소속                 |
| ---- | ---- | ----------------- | ---------------------- | -------------------- |
| 1    | GK   | 고지마 료스케     | 1997년 1월 30일(20세)  | 와세다 대학          |
| 2    | DF   | 후지타니 소       | 1997년 10월 28일(19세) | 비셀 고베            |
| 3    | DF   | 나카야마 유타     | 1997년 2월 16일(20세)  | 가시와 레이솔        |
| 4    | DF   | 이타쿠라 코       | 1997년 1월 27일(20세)  | 가와사키 프론탈레    |
| 5    | DF   | 도미야스 다케히로 | 1998년 11월 5일(18세)  | 아비스파 후쿠오카    |
| 6    | DF   | 하츠세 료         | 1997년 7월 10일(19세)  | 감바 오사카          |
| 7    | MF   | 도안 리쓰         | 1998년 6월 16일(18세)  | 감바 오사카          |
| 8    | MF   | 미요시 고지       | 1997년 3월 26일(20세)  | 가와사키 프론탈레    |
| 9    | FW   | 오가와 고키       | 1997년 8월 8일(19세)   | 주빌로 이와타        |
| 10   | MF   | 사카이 다이스케   | 1997년 1월 18일(20세)  | 오이타 트리니타      |
| 11   | MF   | 엔도 게이타       | 1997년 11월 22일(19세) | 요코하마 F. 마리노스 |
| 12   | GK   | 하타노 고         | 1998년 5월 25일(18세)  | FC 도쿄              |
| 13   | FW   | 이와사키 유토     | 1998년 6월 11일(18세)  | 교토 상가 FC         |
| 14   | FW   | 다가와 교스케     | 1999년 2월 11일(18세)  | 사간 도스            |
| 15   | DF   | 스기오카 다이키   | 1998년 9월 8일(18세)   | 쇼난 벨마레          |
| 16   | MF   | 하라 데루키       | 1998년 7월 30일(18세)  | 알비렉스 니가타      |
| 17   | MF   | 이치마루 미즈키   | 1997년 5월 8일(20세)   | 감바 오사카          |
| 18   | MF   | 모리시마 츠카사   | 1997년 11월 22일(19세) | 산프레체 히로시마    |
| 19   | DF   | 후나키 가케루     | 1998년 4월 13일(19세)  | 세레소 오사카        |
| 20   | FW   | 구보 다케후사     | 2001년 6월 4일(15세)   | FC 도쿄              |
| 21   | GK   | 야마구치 루이     | 1998년 5월 28일(18세)  | FC 로리앙            |

### 이탈리아
감독:  알베리고 에바니
| 번호 | 위치 | 선수                  | 생일 (나이)            | 소속             |
| ---- | ---- | --------------------- | ---------------------- | ---------------- |
| 1    | GK   | 알레산드로 플리차리   | 2000년 3월 12일(17세)  | 밀란             |
| 2    | DF   | 주세페 스칼레라       | 1998년 1월 26일(19세)  | 피오렌티나       |
| 3    | DF   | 페데리코 디마르코     | 1997년 11월 10일(19세) | 엠폴리           |
| 4    | MF   | 니콜로 바렐라         | 1997년 2월 7일(20세)   | 칼리아리         |
| 5    | DF   | 필리포 로마냐         | 1997년 5월 26일(19세)  | 브레시아         |
| 6    | DF   | 마우로 코폴라로       | 1997년 3월 10일(20세)  | 라티나           |
| 7    | FW   | 안드레아 피나몬티     | 1999년 5월 19일(18세)  | 인테르나치오날레 |
| 8    | MF   | 롤란도 만드라고라     | 1997년 6월 29일(19세)  | 유벤투스         |
| 9    | FW   | 안드레아 파빌리       | 1997년 5월 17일(20세)  | 아스콜리         |
| 10   | FW   | 루카 비도             | 1997년 2월 3일(20세)   | 치타델라         |
| 11   | MF   | 마테오 페시나         | 1997년 4월 21일(20세)  | 코모             |
| 12   | GK   | 안드레아 차카뇨       | 1997년 5월 27일(19세)  | 베르첼리         |
| 13   | DF   | 레오나르도 세르니콜라 | 1997년 7월 30일(19세)  | 폰디             |
| 14   | DF   | 주세페 페첼라         | 1997년 11월 29일(19세) | 팔레르모         |
| 15   | MF   | 마티아 비탈레         | 1997년 10월 1일(19세)  | 체세나           |
| 16   | MF   | 시모네 미넬리         | 1997년 1월 8일(20세)   | 알비노레페       |
| 17   | FW   | 주세페 파니코         | 1997년 10월 10일(19세) | 체세나           |
| 18   | MF   | 파올로 길리오네       | 1997년 2월 2일(20세)   | SPAL             |
| 19   | DF   | 리카르도 마르키차     | 1998년 3월 26일(19세)  | 로마             |
| 20   | MF   | 알프레도 비풀코       | 1997년 1월 19일(20세)  | 카르피           |
| 21   | GK   | 사무엘레 페리산       | 1997년 8월 21일(19세)  | 우디네세         |

### 우루과이
감독:  파비안 코이토
| 번호 | 위치 | 선수                   | 생일 (나이)            | 소속                   |
| ---- | ---- | ---------------------- | ---------------------- | ---------------------- |
| 1    | GK   | 산티아고 멜레          | 1997년 9월 6일(19세)   | 페닉스                 |
| 2    | DF   | 산티아고 부에노        | 1998년 11월 9일(18세)  | 바르셀로나 후베닐 A    |
| 3    | DF   | 에마누엘 굴라르테      | 1997년 9월 30일(19세)  | 원더러스               |
| 4    | DF   | 호세 루이스 로드리게스 | 1997년 3월 14일(20세)  | 다누비오               |
| 5    | DF   | 마티아스 올리베라      | 1997년 10월 31일(19세) | 아테나스               |
| 6    | MF   | 마르셀로 사락치        | 1998년 4월 23일(19세)  | 다누비오               |
| 7    | FW   | 호아킨 아르다이스      | 1999년 1월 11일(18세)  | 다누비오               |
| 8    | MF   | 카를로스 베나비데스    | 1998년 3월 30일(19세)  | 데펜소르 스포르팅      |
| 9    | FW   | 니콜라스 시아파카세    | 1999년 1월 12일(18세)  | 아틀레티코 마드리드 B  |
| 10   | FW   | 로드리고 아마랄        | 1997년 3월 25일(20세)  | 나시오날               |
| 11   | MF   | 디에고 데 라 크루스    | 1997년 6월 1일(19세)   | 리버풀                 |
| 12   | GK   | 후안 티나글리니        | 1998년 11월 9일(18세)  | 리버 플레이트          |
| 13   | MF   | 산티아고 비에라        | 1998년 6월 4일(18세)   | 리버풀                 |
| 14   | FW   | 후안 보셀리            | 1999년 11월 9일(17세)  | 데펜소르 스포르팅      |
| 15   | MF   | 파쿤도 와예르          | 1997년 4월 9일(20세)   | 플라사 콜로니아        |
| 16   | MF   | 페데리코 발베르데      | 1998년 7월 2일(18세)   | 레알 마드리드 카스티야 |
| 17   | DF   | 마티아스 비냐          | 1997년 11월 9일(19세)  | 나시오날               |
| 18   | DF   | 아구스틴 로헬          | 1997년 10월 17일(19세) | 나시오날               |
| 19   | FW   | 아구스틴 카노비오      | 1998년 10월 1일(18세)  | 페닉스                 |
| 20   | MF   | 로드리고 벤탕쿠르      | 1997년 6월 25일(19세)  | 보카 주니어스          |
| 21   | GK   | 아드리아노 프레이타스  | 1997년 6월 17일(19세)  | 페냐롤                 |

## E조

### 프랑스
5월 21일, 로나엘 피에르가브리엘의 부상으로 크리스에마뉘엘 마우아사로 교체되었다.
감독:  뤼도빅 바텔리
| 번호 | 위치 | 선수                    | 생일 (나이)            | 소속             |
| ---- | ---- | ----------------------- | ---------------------- | ---------------- |
| 1    | GK   | 폴 베르나르도니         | 1997년 4월 18일(20세)  | 보르도           |
| 2    | DF   | 에녹 콰텡               | 1997년 4월 9일(20세)   | 낭트             |
| 3    | DF   | 올리비에 보스칼리       | 1997년 11월 18일(19세) | 니스             |
| 4    | DF   | 제롬 옹게네             | 1997년 12월 22일(19세) | VfB 슈투트가르트 |
| 5    | DF   | 이사 디오프             | 1997년 1월 9일(20세)   | 툴루즈           |
| 6    | MF   | 장도 퓌스               | 1997년 10월 11일(19세) | 소쇼             |
| 7    | FW   | 장케뱅 오귀스탱         | 1997년 6월 16일(19세)  | 파리 생제르맹    |
| 8    | MF   | 뤼카스 투사르           | 1997년 4월 29일(20세)  | 리옹             |
| 9    | MF   | 크리스토퍼 은쿤쿠       | 1997년 11월 14일(19세) | 파리 생제르맹    |
| 10   | FW   | 알랑 생막시맹           | 1997년 3월 12일(20세)  | 바스티아         |
| 11   | FW   | 마르퀴스 튀람           | 1997년 8월 6일(19세)   | 소쇼             |
| 12   | FW   | 뤼도빅 블라스           | 1997년 12월 31일(19세) | 갱강             |
| 13   | DF   | 클레망 미슐랭           | 1997년 5월 11일(20세)  | 툴루즈           |
| 14   | MF   | 아민 하리트             | 1997년 6월 18일(19세)  | 낭트             |
| 15   | MF   | 크리스에마뉘엘 마우아사 | 1998년 7월 6일(18세)   | 낭시             |
| 16   | GK   | 퀴앙탱 브라             | 1997년 7월 6일(19세)   | 낭트             |
| 17   | MF   | 드니스 포아             | 1997년 5월 28일(19세)  | 스타드 렌        |
| 18   | MF   | 이브라이마 시소코       | 1997년 10월 27일(19세) | 스타드 브레스트  |
| 19   | DF   | 요앙 세버랭             | 1997년 1월 24일(20세)  | 쥘터 바레험      |
| 20   | FW   | 마르탱 테리에           | 1997년 3월 4일(20세)   | 릴               |
| 21   | GK   | 알방 라퐁               | 1999년 1월 23일(18세)  | 툴루즈           |

### 온두라스
감독:  카를로스 타보라
| 번호 | 위치 | 선수                | 생일 (나이)            | 소속                    |
| ---- | ---- | ------------------- | ---------------------- | ----------------------- |
| 1    | GK   | 하비에르 델가도     | 1998년 11월 6일(18세)  | 온두라스 프로그레소     |
| 2    | DF   | 데닐 말도나도       | 1998년 5월 25일(18세)  | 모타과                  |
| 3    | DF   | 웨슬리 데카스       | 1999년 8월 11일(17세)  | 아틀레티코 인디펜디엔테 |
| 4    | DF   | 케네트 에르난데스   | 1997년 5월 25일(19세)  | 디포르티보 올림피아     |
| 5    | DF   | 딜란 안드라데       | 1998년 3월 8일(19세)   | 플라텐세                |
| 6    | DF   | 리키 사파타         | 1997년 11월 23일(19세) | 레알 소시에다드         |
| 7    | MF   | 호세 레예스         | 1997년 11월 5일(19세)  | 디포르티보 올림피아     |
| 8    | MF   | 에릭 아리아스       | 1998년 1월 30일(19세)  | 아틀레티코 인디펜디엔테 |
| 9    | MF   | 포슬린 그란트       | 1998년 10월 4일(18세)  | 모타과                  |
| 10   | MF   | 카를로스 피네다     | 1997년 9월 23일(19세)  | 디포르티보 올림피아     |
| 11   | FW   | 마리오 플로레스     | 1998년 7월 21일(18세)  | 레알 소시에다드         |
| 12   | GK   | 마이클 페레요       | 1998년 7월 11일(18세)  | 마라톤                  |
| 13   | MF   | 호세 키로스         | 1997년 5월 26일(19세)  | 레알 에스파냐           |
| 14   | MF   | 센델 크루스         | 1998년 12월 13일(18세) | 후티칼파                |
| 15   | DF   | 할렉스 산체스       | 1997년 3월 28일(20세)  | 레알 에스파냐           |
| 16   | DF   | 호세 가르시아       | 1998년 9월 21일(18세)  | 디포르티보 올림피아     |
| 17   | FW   | 바이론 로드리게스   | 1997년 8월 26일(19세)  | 파리야스 원             |
| 18   | FW   | 다릭손 부엘토       | 1998년 1월 15일(19세)  | 테네리페                |
| 19   | FW   | 더글라스 마르티네스 | 1997년 6월 5일(19세)   | 뉴욕 레드불스 II        |
| 20   | MF   | 호르헤 알바레스     | 1998년 1월 28일(19세)  | 디포르티보 올림피아     |
| 21   | GK   | 헨리 매시번         | 1999년 2월 8일(18세)   | 웨스턴 퓨리             |

### 베트남
감독:  호앙안투안
| 번호 | 위치 | 선수           | 생일 (나이)            | 소속            |
| ---- | ---- | -------------- | ---------------------- | --------------- |
| 1    | GK   | 부이띠엔중     | 1997년 2월 28일(20세)  | FLC 타인 호아   |
| 2    | DF   | 도탄틴         | 1998년 8월 18일(18세)  | 다낭            |
| 3    | DF   | 후인탄신       | 1998년 4월 6일(19세)   | QNK 꽝남        |
| 4    | DF   | 호탄타이       | 1997년 11월 6일(19세)  | 빈딘            |
| 5    | DF   | 도안반하우     | 1999년 4월 19일(18세)  | 하노이          |
| 6    | DF   | 당반토이       | 1997년 1월 12일(20세)  | 호앙아인 잘라이 |
| 7    | DF   | 응유엔트롱다이 | 1997년 4월 7일(20세)   | 비엣텔          |
| 8    | MF   | 통안타이       | 1997년 1월 24일(20세)  | 빈즈엉          |
| 9    | FW   | 하득칭         | 1997년 9월 22일(19세)  | 다낭            |
| 10   | MF   | 딘탄빈         | 1998년 3월 19일(19세)  | 호앙아인 잘라이 |
| 11   | MF   | 호민디         | 1998년 2월 17일(19세)  | 하노이          |
| 12   | MF   | 루엉호앙남     | 1997년 3월 2일(20세)   | 호앙아인 잘라이 |
| 13   | GK   | 응유엔바민히우 | 1997년 5월 23일(19세)  | 하노이          |
| 14   | MF   | 응유엔호앙덕   | 1998년 1월 11일(19세)  | 비엣텔          |
| 15   | FW   | 응우옌띠엔린   | 1997년 10월 20일(19세) | 빈즈엉          |
| 16   | MF   | 트란탄손       | 1997년 12월 30일(19세) | 호앙아인 잘라이 |
| 17   | FW   | 트란탄         | 1997년 2월 8일(20세)   | 후에            |
| 18   | MF   | 두옹반하오     | 1997년 2월 15일(20세)  | 비엣텔          |
| 19   | MF   | 응우옌꽝하이   | 1997년 4월 12일(20세)  | 하노이          |
| 20   | DF   | 트란딘트롱     | 1997년 3월 28일(20세)  | 사이공          |
| 21   | GK   | 두시후이       | 1998년 4월 16일(19세)  | 하노이          |

### 뉴질랜드
감독:  대런 베이즐리
| 번호 | 위치 | 선수            | 생일 (나이)           | 소속                 |
| ---- | ---- | --------------- | --------------------- | -------------------- |
| 1    | GK   | 마이클 우드     | 1999년 1월 16일(18세) | 선덜랜드             |
| 2    | DF   | 데인 잉엄       | 1999년 8월 6일(17세)  | 브리즈번 로어        |
| 3    | DF   | 션 리디코트     | 1997년 5월 14일(20세) | 코스탈 스피릿        |
| 4    | DF   | 루크 존슨       | 1998년 4월 15일(19세) | 웰링턴 유나이티드    |
| 5    | DF   | 헌터 애시워스   | 1998년 1월 8일(19세)  | 샌프란시스코 돈스    |
| 6    | MF   | 조 벨           | 1999년 4월 27일(18세) | 버지니아 캐벌리어스  |
| 7    | MF   | 코너 프로버트   | 1998년 4월 6일(19세)  | 켄터키 와일드캐츠    |
| 8    | MF   | 모지스 다이어   | 1997년 3월 21일(20세) | 노스코트 시티        |
| 9    | FW   | 노아 빌링슬리   | 1997년 8월 6일(19세)  | 샌타바버라 가우초스  |
| 10   | MF   | 클레이턴 루이스 | 1997년 2월 12일(20세) | 오클랜드 시티        |
| 11   | FW   | 헨리 캐머런     | 1997년 6월 28일(19세) | 블랙풀               |
| 12   | GK   | 캐머런 브라운   | 1999년 7월 9일(17세)  | 와이테마타 AFC       |
| 13   | MF   | 제임스 맥개리   | 1998년 4월 9일(19세)  | 웰링턴 피닉스        |
| 14   | DF   | 잭헨리 싱클레어 | 1998년 2월 23일(19세) | 웰링턴 유나이티드    |
| 15   | DF   | 리스 콕스       | 1997년 3월 7일(20세)  | 이스트 코스트 베이즈 |
| 16   | MF   | 케일럼 맥코와트 | 1999년 4월 30일(18세) | 웨스턴 서버브스      |
| 17   | FW   | 로건 로저슨     | 1998년 5월 28일(18세) | 웰링턴 피닉스        |
| 18   | MF   | 사프리트 싱     | 1999년 2월 20일(18세) | 웰링턴 유나이티드    |
| 19   | FW   | 마이어 베반     | 1997년 4월 23일(20세) | 나이키 아카데미      |
| 20   | FW   | 루카스 임리     | 1998년 5월 20일(19세) | 로욜라 램블러즈      |
| 21   | GK   | 코너 트레이시   | 1997년 4월 13일(20세) | 쓰리 킹즈 유나이티드 |

## F조

### 에콰도르
감독:  하비에르 로드리게스
| 번호 | 위치 | 선수                   | 생일 (나이)            | 소속                    |
| ---- | ---- | ---------------------- | ---------------------- | ----------------------- |
| 1    | GK   | 호세 가브리엘 세바요스 | 1998년 3월 19일(19세)  | 바르셀로나              |
| 2    | MF   | 앙헬로 프레시아도      | 1998년 2월 18일(19세)  | 인데펜디엔테 델 바예    |
| 3    | DF   | 호엘 킨테로            | 1998년 9월 25일(18세)  | 에멜레크                |
| 4    | DF   | 케빈 민다              | 1998년 11월 21일(18세) | LDU 키토                |
| 5    | MF   | 후안 나사레노          | 1998년 8월 18일(18세)  | 인데펜디엔테 델 바예    |
| 6    | DF   | 페르비스 에스투피냔    | 1998년 1월 21일(19세)  | 그라나다 B              |
| 7    | FW   | 와싱톤 코로소          | 1998년 7월 9일(18세)   | 인데펜디엔테 델 바예    |
| 8    | MF   | 윌테르 아요비          | 1997년 4월 17일(20세)  | 인데펜디엔테 델 바예    |
| 9    | FW   | 에를린 리노            | 1997년 2월 6일(20세)   | 쿠엥카                  |
| 10   | MF   | 브리안 카베사스        | 1997년 3월 20일(20세)  | 아탈란타                |
| 11   | MF   | 예이손 게레로          | 1998년 4월 21일(19세)  | 인데펜디엔테 델 바예    |
| 12   | GK   | 잔 테레로스            | 1998년 5월 14일(19세)  | 바르셀로나              |
| 13   | DF   | 호나탄 브라보          | 1997년 7월 8일(19세)   | 리버 플레이트 에콰도르  |
| 14   | MF   | 레니 하라미요          | 1998년 6월 12일(18세)  | 인데펜디엔테 델 바예    |
| 15   | MF   | 호르단 시에라          | 1997년 4월 23일(20세)  | 델핀                    |
| 16   | MF   | 조니 키뇨네스          | 1998년 6월 11일(18세)  | 노르테 아메리카         |
| 17   | MF   | 주앙 로하스            | 1997년 8월 16일(19세)  | 에멜레크                |
| 18   | DF   | 펠릭스 토레스          | 1997년 1월 11일(20세)  | 바르셀로나              |
| 19   | FW   | 호르디 카이세도        | 1997년 11월 18일(19세) | 우니베르시다드 카톨리카 |
| 20   | DF   | 루이스 세고비아        | 1997년 10월 26일(19세) | 엘 나시오날             |
| 21   | GK   | 가브리엘 카라발리      | 1997년 6월 12일(19세)  | 콜로-콜로               |

### 미국
감독:  탭 라모스
| 번호 | 위치 | 선수                | 생일 (나이)            | 소속                     |
| ---- | ---- | ------------------- | ---------------------- | ------------------------ |
| 1    | GK   | 조너선 클린스만     | 1997년 4월 8일(20세)   | 캘리포니아 골든 베어스   |
| 2    | DF   | 오스턴 트러스티     | 1998년 8월 12일(18세)  | 필라델피아 유니언        |
| 3    | DF   | 대니 아코스타       | 1997년 11월 7일(19세)  | 레알 솔트레이크          |
| 4    | DF   | 토미 레딩           | 1997년 1월 24일(20세)  | 올랜도 시티              |
| 5    | DF   | 에릭 파머브라운     | 1997년 4월 24일(20세)  | 스포팅 캔자스시티        |
| 6    | DF   | 저스틴 글래드       | 1997년 2월 28일(20세)  | 레알 솔트레이크          |
| 7    | MF   | 에릭 윌리엄슨       | 1997년 6월 11일(19세)  | 메릴랜드 테라핀스        |
| 8    | MF   | 타일러 애덤스       | 1999년 2월 14일(18세)  | 뉴욕 레드불스            |
| 9    | FW   | 이매뉴얼 사비       | 1997년 12월 24일(19세) | UD 라스팔마스 아틀레티코 |
| 10   | MF   | 게디온 젤라렘       | 1997년 1월 26일(20세)  | 아스널                   |
| 11   | FW   | 세바스티안 사우세도 | 1997년 1월 22일(20세)  | 레알 솔트레이크          |
| 12   | GK   | 제임스 마신코우스키 | 1997년 5월 9일(20세)   | 조지타운 호야스          |
| 13   | FW   | 라고스 쿵가         | 1998년 10월 20일(18세) | 애틀랜타 유나이티드      |
| 14   | DF   | 애런 헤레라         | 1997년 6월 6일(19세)   | 뉴멕시코 로보스          |
| 15   | FW   | 제러미 에보비스     | 1997년 2월 14일(20세)  | 포틀랜드 팀버스          |
| 16   | DF   | 캐머런 카터비커스   | 1997년 12월 31일(19세) | 토트넘 홋스퍼            |
| 17   | FW   | 브룩스 레넌         | 1997년 9월 22일(19세)  | 레알 솔트레이크          |
| 18   | MF   | 데릭 존스           | 1997년 3월 3일(20세)   | 필라델피아 유니언        |
| 19   | FW   | 조시 사전트         | 2000년 2월 20일(17세)  | 스콧 갤러거 미주리       |
| 20   | MF   | 루카 데 라 토레     | 1998년 5월 23일(18세)  | 풀럼                     |
| 21   | GK   | 브래디 스콧         | 1999년 6월 30일(17세)  | 데 안자 포스             |

### 사우디아라비아
감독:  사드 알셰흐리
| 번호 | 위치 | 선수                | 생일 (나이)            | 소속     |
| ---- | ---- | ------------------- | ---------------------- | -------- |
| 1    | GK   | 아민 부카리         | 1997년 5월 2일(20세)   | 이티하드 |
| 2    | DF   | 아나스 자바니       | 1997년 4월 7일(20세)   | 알힐랄   |
| 3    | DF   | 모하마드 알바사스   | 1998년 8월 31일(18세)  | 알아흘리 |
| 4    | DF   | 아운 알살룰리       | 1998년 9월 2일(18세)   | 이티하드 |
| 5    | DF   | 압둘레라 알암리     | 1997년 1월 15일(20세)  | 알나스르 |
| 6    | MF   | 사미 알나제이       | 1997년 2월 7일(20세)   | 알나스르 |
| 7    | MF   | 칼리드 알사미리     | 1997년 1월 1일(20세)   | 이티하드 |
| 8    | MF   | 유세프 알하르비     | 1997년 3월 16일(20세)  | 알아흘리 |
| 9    | MF   | 하산 알카이드       | 1998년 4월 13일(19세)  | 알샤바브 |
| 10   | MF   | 아이만 알쿠라이프   | 1997년 5월 22일(19세)  | 알아흘리 |
| 11   | FW   | 압둘라흐만 알야미   | 1997년 6월 19일(19세)  | 알힐랄   |
| 12   | GK   | 살레 알오하이미드   | 1998년 5월 21일(18세)  | 알나스르 |
| 13   | DF   | 하산 탐바크티       | 1999년 2월 9일(18세)   | 알샤바브 |
| 14   | MF   | 알리 알아스마리     | 1997년 1월 12일(20세)  | 알아흘리 |
| 15   | MF   | 나이프 키레이리     | 1998년 4월 16일(19세)  | 알힐랄   |
| 16   | MF   | 압둘라흐만 알도사리 | 1997년 9월 25일(19세)  | 알나스르 |
| 17   | DF   | 압둘라 하스순       | 1997년 8월 25일(19세)  | 이티파크 |
| 18   | MF   | 나세르 알다우사리   | 1998년 12월 19일(18세) | 알힐랄   |
| 19   | MF   | 파하드 알라시디     | 1997년 5월 16일(20세)  | 알힐랄   |
| 20   | FW   | 만수르 알무왈라드   | 1997년 1월 24일(20세)  | 알아흘리 |
| 21   | GK   | 모함메드 알루바이에 | 1997년 8월 14일(19세)  | 알아흘리 |

### 세네갈
감독:  조셉 코토
| 번호 | 위치 | 선수                | 생일 (나이)            | 소속                  |
| ---- | ---- | ------------------- | ---------------------- | --------------------- |
| 1    | GK   | 무하메드 음바예     | 1997년 10월 13일(19세) | 포르투                |
| 2    | DF   | 왈리 디우프         | 1997년 5월 5일(20세)   | 발랑시엔              |
| 3    | DF   | 장 은데키           | 1997년 1월 10일(20세)  | 카사 스포츠           |
| 4    | DF   | 술레이만 아우       | 1999년 4월 5일(18세)   | 엑셀런스 풋 데 다카르 |
| 5    | MF   | 카뱅 디아뉴         | 1999년 6월 5일(17세)   | 아카데미 풋 다후 살람 |
| 6    | DF   | 마마두 디아라       | 1997년 12월 20일(19세) | 볼루스포르            |
| 7    | FW   | 이브라히마 니아네   | 1999년 3월 11일(18세)  | 제네라시옹 풋         |
| 8    | DF   | 무사 바             | 1998년 1월 1일(19세)   | 엑셀런스 풋 데 다카르 |
| 9    | FW   | 무하메드 푸예       | 1997년 12월 26일(19세) | 음부르 프티트꼬뜨 FC  |
| 10   | FW   | 알리우 바지         | 1997년 10월 10일(19세) | 유르고르덴            |
| 11   | FW   | 이브라히마 은디아예 | 1998년 6월 6일(18세)   | 와디 데글라           |
| 12   | FW   | 하비브 게예         | 1999년 9월 20일(17세)  | 아카데미 풋 다후 살람 |
| 13   | DF   | 알리우네 게예       | 1998년 8월 20일(18세)  | ASC 니아리 탈리       |
| 14   | FW   | 우세이누 니앙       | 2001년 10월 12일(15세) | 디암바르 FC           |
| 15   | DF   | 마마두 음바예       | 1998년 6월 28일(18세)  | AS 다카르 사크레쾨르  |
| 16   | GK   | 라미네 사르         | 1998년 6월 18일(18세)  | AS 다카르 사크레쾨르  |
| 17   | MF   | 크레팽 디아타       | 1999년 2월 25일(18세)  | 사릅스보르그          |
| 18   | MF   | 술레예 사르         | 1997년 6월 29일(19세)  | 음부르 프티트꼬뜨 FC  |
| 19   | MF   | 술레예 사르         | 1997년 1월 4일(20세)   | 디암바르 FC           |
| 20   | DF   | 아키부 리           | 1998년 12월 28일(18세) | CNEPS 엑셀런스        |
| 21   | GK   | 이드리사 은디아예   | 1998년 3월 14일(19세)  | 디암바르 FC           |

## 출신 축구 리그

### 진출국
- 포르투갈 : 28명 (기니 3명, 잠비아 1명, 포르투갈 20명, 남아프리카 공화국 3명, 세네갈 1명)
- 잉글랜드 : 27명 (잉글랜드 21명, 뉴질랜드 3명, 미국 3명)
- 멕시코 : 21명 (멕시코 20명, 코스타리카 1명)
- 바누아투 : 21명 (바누아투 21명)
- 독일 : 20명 (독일 20명)
- 아르헨티나 : 20명 (아르헨티나 19명, 우루과이 1명)
- 이란 : 20명 (이란 20명)
- 코스타리카 : 19명 (코스타리카 19명)
- 대한민국 : 18명 (대한민국 18명)
- 베네수엘라 : 16명 (베네수엘라 16명)
- 잠비아 : 16명 (잠비아 16명)
- 기니 : 15명 (기니 15명)